# Charles Fourier
François Marie Charles Fourier (Besanzón, 7 de abril de 1772-París, 10 de octubre de 1837) fue un filósofo, teórico social y socialista utópico francés de la primera parte del siglo XIX y uno de los padres del cooperativismo. Fourier fue un crítico de la economía y el capitalismo de su época, y abogó por una reconstrucción de la sociedad basada en asociaciones comunales de productores, conocidas como «falanges». Su sistema llegó a ser conocido como fourierismo. Algunas de sus ideas, consideradas radicales durante su vida, se han generalizado en la sociedad moderna. 
Fourier fue un adversario de la industrialización, de la civilización urbana, del liberalismo y de la familia basada en el matrimonio y la monogamia. El carácter jovial con que Fourier hace algunas de sus críticas hace de él uno de los grandes satíricos de todos los tiempos. Propuso la creación de unas unidades de producción y consumo, las falanges o falansterios, basadas en un cooperativismo integral y autosuficiente. En esta forma anticipa la línea de socialismo libertario dentro del movimiento socialista pero también líneas críticas de la moral burguesa y patriarcal basadas en la familia nuclear y en la moralidad cristiana.
En su proyecto utópico incorporó perspectivas feministas, afirmando que la situación de las mujeres era un indicador del nivel de civilización de la sociedad, lo que fue recogido por el socialismo posteriormente.  A Fourier se le ha atribuido durante años el inicio de la utilización de la palabra «feminismo» (féminisme) en 1837. Sin embargo estudios posteriores han demostrado que el concepto ya existía en el vocablo médico francés del siglo XIX.
Seguidores de sus ideas establecieron comunidades intencionales como la colonia Utopía, La Reunión en Texas, Estados Unidos, y La Falange Norteamericana, en Nueva Jersey, Estados Unidos, a mediados del siglo XIX.

## Biografía
Nacido en Besanzón, hijo de un modesto hombre de negocios, Fourier estaba más interesado en la arquitectura que en los negocios de su padre. De hecho, quería convertirse en ingeniero, pero la Escuela de Ingeniería Militar solo aceptaba hijos de la nobleza. Fourier más tarde se alegró de no haber elegido ingeniería, porque según él le hubiera consumido mucho tiempo y lo hubiera distraído de su verdadero deseo: ayudar a la Humanidad. En julio de 1781, luego de la muerte de su padre, Fourier recibe dos quintas partes de su fortuna, evaluada en más de 200 000 francos. Esta repentina riqueza le permitió la libertad de viajar a través de Europa a placer. En 1791 se muda de Besanzón a Lyon, donde trabaja para el mercader M. Bousquet. Los viajes de Fourier lo llevan también a París, donde trabaja como jefe de la Oficina de Estadísticas por unos meses. Fourier no estaba conforme con viajar para beneficio de otros. Con el deseo de obtener conocimientos en todo lo que pudiese, Fourier a menudo cambiaría de empleo y residencia para poder experimentar nuevas cosas. Entre 1791 y 1816 trabajó en París, Ruan, Lyon, Marsella, y Burdeos. Como viajante de negocios y agente de correo, no disponía de tiempo para sus investigaciones. Se queja de "servir a la picardía de los mercaderes" y de la estupefacción de las tareas "engañosas y degradantes". Su modesta herencia lo convirtió en escritor. Para sus pensamientos tendría tres fuentes principales: la gente que conoció como viajante de negocios, los periódicos y la introspección. Su primer libro se publicó en 1808.
En abril de 1834 Fourier se muda al apartamento de París donde morirá después, en octubre de 1837.

## Ideas políticas y sociales

### Crítica de la civilización
Fourier parte de una crítica a las posiciones que justifican y perpetúan el sufrimiento humano como es el caso del cristianismo, del conservadurismo o del nihilismo. Así pues en el cristianismo esta la imagen del pecado original. "Fourier encarna un singular momento del pensamiento occidental; lleva la crítica de la religión, elaborada por el movimiento filosófico, hasta consecuencias últimas y lógicas, hasta el rechazo de la moral familiar y de la jerarquía social tradicional y todo ello en un momento en que la reacción post-revolucionaria estaba en todo su apogeo e iba a frenar por mucho tiempo buena parte de las conquistas intelectuales del siglo XVIII." En esta línea argumentativa ubicaba la palabra civilización la cual siempre usaba en forma peyorativa. Denunciaba a la civilización como la forma social contemporánea que había que superar. En esta forma Fourier trascendía el economicismo de gran parte del pensamiento socialista de ese entonces y posterior. Así pues no solo criticaba las estructuras económicas del capitalismo sino la moral entera de la sociedad contemporánea y las costumbres. 
Debido a que rechazaba esta moral pesimista y enfocada en el dolor proponía una enfocada en la felicidad en la cual se entendía a la felicidad como satisfacción de los sentidos y como placer. Todo esto iba contra lo que él llamaba masoquismo "mental". Así pues algo que fue blanco fundamental de su crítica fue la estructura de familia nuclear promocionada por el cristianismo, las comunidades campesinas y el capitalismo de ese entonces. Decía que esa estructura era al mismo tiempo absurda económicamente y absurda pasionalmente. Lo primero era porque la unidad económica de la familia no puede por sí sola proveer para la sustentación de todos los envueltos en ella y se necesitaba una mayor cooperación entre un mayor número de personas así como el trabajo cooperativo de un mayor número de personas que se desperdicia a veces en el trabajo familiar de parcelas pequeñas. Lo segundo era porque Fourier decía que el vivir con la misma gente toda la vida, todo el tiempo y peor en el caso de la pareja, el mantener una relación amorosa / sexual con la misma persona toda la vida condenaba a los envueltos en ella a la monotonía y al aburrimiento así como al conformismo y evitaba un mayor desarrollo de la personalidad que hubiera sido posible en relaciones más múltiples de diversa duración. 
En esta forma la sociedad tendría una muy clara base de hipocresía o una estructura básicamente hipócrita. Esto debido a que se tiene una constante contradicción entre palabras y acciones, así como entre deberes y aspiraciones. Así pues en realidad los individuos desean la realización de los deseos, pero se reprimen y recurren a la moral para autojustificarse y reprimir a los que sí quieren perseguir sus deseos o como diría Fourier pasiones.
En contra de esta moral, la cual atraviesa tanto el ámbito doméstico como el del trabajo, la economía y la política; Fourier abiertamente afirma que las pasiones no son nocivas sino en realidad parte fundamental de la naturaleza humana y así mismo ámbitos necesarios para la expansión de la personalidad.
Fourier también denunció la explotación de que eran objeto los obreros, las mujeres y niños y la desigualdad social en su época. Fue el primero que llegó a afirmar por ejemplo que "el grado de emancipación de la mujer en una sociedad es el barómetro general por el que se mide la emancipación general".

### Las pasiones y el libre desarrollo de la personalidad
Para Herbert Marcuse, "la idea de relaciones de trabajo libidinales en una sociedad industrial desarrollada encuentra poco apoyo en la tradición del pensamiento, y donde tal apoyo se presenta, parece de naturaleza peligrosa. La transformación del trabajo en placer es la idea central del gigante socialista utópico Fourier".
Fourier afirmaba que las pasiones son impulsos y necesidades que pueden ser desarrolladas. Contra los críticos que afirmaban que un desenfreno irracional de las pasiones podía ser algo potencialmente suicida, Fourier advertía que un completo abandono a estas sólo podía realizarse en armonía y en hacerlo en civilización es peligroso. Así mismo, contra los críticos que decían que las pasiones pueden ser también destructivas de los otros o malignas, él decidió hacer una tendencia de pasiones o instancias pasionales armónicas y otras subversivas. Las primeras cuando se realizan no hieren a otros o hasta les puede ayudar a realizarse, las segundas pueden herir a otros o limitarlos.[cita requerida]
En Théorie des quatre mouvements et des destinées générales (1808) y en Le Nouveau Monde Industriel Et Sociétaire (1827), Fourier explica de forma parecida a las jerarquías de necesidades del psicólogo estadounidense del siglo XX, Abraham Maslow, la naturaleza humana mediante doce tipos de pasiones: cinco "pasiones lujosas", que corresponden a las necesidades de los cinco sentidos; cuatro "pasiones afectivas", orientadas a las asociaciones grupales (honor / respeto, amistad, amor, paternidad); y tres pasiones "seriales" o "distributivas" que eliminan el conflicto y también evitan el aburrimiento. Todas estas daban como resultado 810 tipos de personajes, por lo que la falansterio ideal tendría exactamente 1620 personas. Un día habría seis millones de estos, gobernados libremente por un "omniarca" mundial, o (más tarde) un Congreso Mundial de Falansterios. 
Le preocupaba los rechazados sexualmente; los pretendientes abandonados serían llevados lejos por un cuerpo de hadas que pronto los curaría de su mal de amor, y los visitantes podrían consultar el índice de tarjetas de tipos de personalidad para las parejas adecuadas para el sexo casual. También defendió la homosexualidad como una preferencia personal de algunas personas. El anarquista Hakim Bey describe las ideas de Fourier de la siguiente manera:

Las miserias de la Civilización han desviado a la Tierra y a la humanidad de su propio destino en un sentido literalmente cósmico. La Pasión, la cual hemos aprendido a ver como “el mal”, es de hecho, virtualmente, el principio divino. Los seres humanos son estrellas microscópicas, y todas las pasiones y deseos (incluyendo los “fetiches” y las “perversiones”) son por naturaleza no solamente buenas, sino necesarias para la realización del destino de los humanos. En el sistema de Armonía de Fourier todas las actividades creativas incluyendo a la industria, la artesanía, la agricultura, etc. surgirán de la liberación de la pasión -ésta es la famosa teoría de la “labor atractiva”. Fourier sexualiza el mismo trabajo –- la vida del Falansterio es una continua orgía del sentimiento intenso, del pensamiento y de la actividad, una sociedad de amantes y salvajes entusiastas. Cuando la vida social de la Tierra es armonizada, nuestro planeta volverá a incorporarse al universo de Pasión y se experimentarán vastas transformaciones en la forma del cuerpo humano, en el tiempo atmosférico, en los animales y plantas, incluso en los océanos.
El Oceano de Limonada y Los Tiempos Modernos (1991).

### Derechos de las mujeres
Representantes del socialismo utópico como Henri de Saint Simon y Fourier se ocuparon de la situación de las mujeres y el reconocimiento de sus derechos en contraste con otros socialistas de su época como Proudhon que no fueron simpatizantes del feminismo. En su proyecto de una sociedad socialista justa y feliz incluían a su modo la emancipación de la mujer por medio de lo que debía ser la emancipación total de la sociedad. Fourier pretendía liberar de represiones la naturaleza humana y vivir más de acuerdo al propio placer. Entre las ideas que planteó en sus obras que en la actualidad resultan válidas está la defensa de que cada cual elija su trabajo según su vocación.  Consideraba que las profesiones importantes debían estar abiertas a las mujeres y que la selección debía realizarse en función de habilidad y capacidad de las personas y no en razón del sexo. Hablaba de las mujeres como individuos y no como la mitad de una pareja. 
De Fourier es la célebre frase de que la situación de las mujeres es un indicador del nivel de civilización de la sociedad. Escribió Flora Tristan parafraseando a Fourier: “Se observa que el nivel de civilización a que han llegado diversas sociedades humanas está en proporción a la independencia de que gozan las mujeres". Consideraba que el matrimonio "tradicional" podía lesionar los derechos de las mujeres como seres humanos y nunca se casó. Por otro lado reconocía que hombres y mujeres tienen una amplia gama de necesidades y preferencias sexuales que pueden cambiar a lo largo de su vida incluyendo la sexualidad entre personas del mismo sexo. 

### El cooperativismo como alternativa

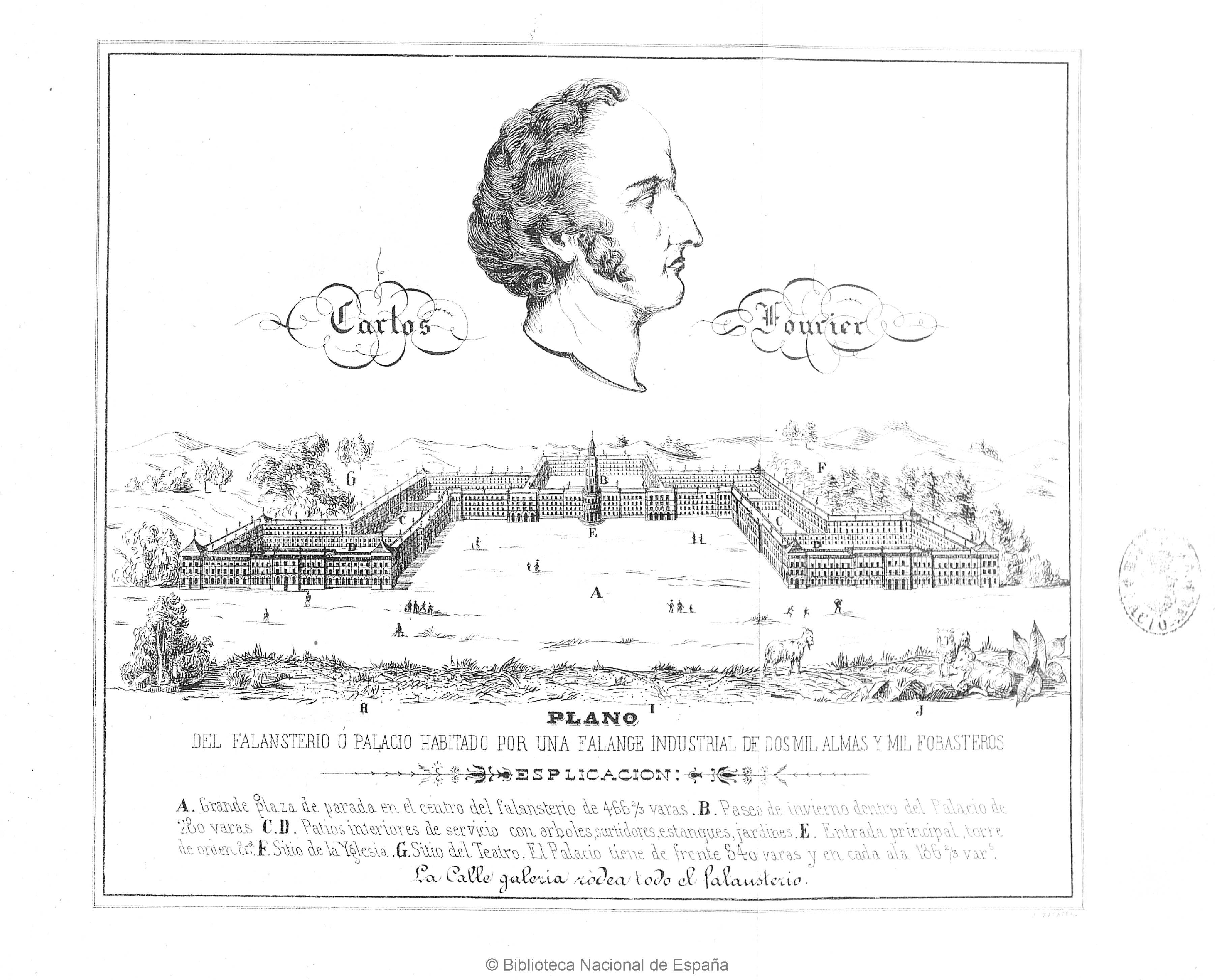
El falansterio de Fourier.

"...no sacrifiquen la felicidad de hoy a la felicidad futura. Disfruten del momento, eviten toda unión de matrimonio o de interés que no satisfaga vuestras pasiones desde el mismo instante. ¿Por qué van a luchar por la felicidad futura, si ella sobrepasará vuestros deseos, y no tendrán en el orden combinado más que un solo displacer, el de no poder doblar la longitud de los días, a fin de dar abasto al inmenso círculo de goces que deberán recorrer."
 C. 
Fourier,“Aviso a los civilizados respecto a la próxima metamorfosis social”, 

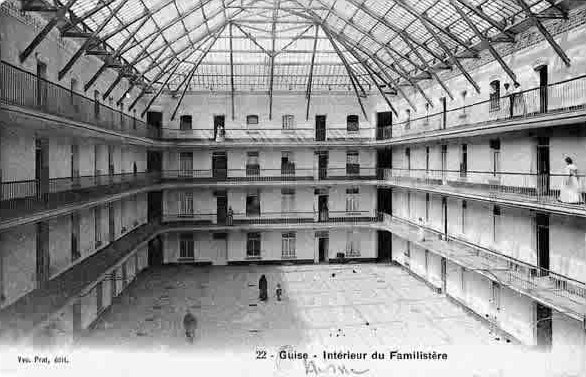
Interior de falansterio.

Ante ese panorama Fourier planteaba una alternativa cooperativista. Si se permitiera a los individuos realizar libremente sus inclinaciones o pasiones se produciría un estado de equilibrio entre todos, o como lo llamó, armonía. Fourier aseguraba con base en esa tesis que era posible establecer una sociedad justa, para lo cual propuso la fundación de falansterios (Comunidades); los beneficios obtenidos serían repartidos entre los miembros de la falange y los capitalistas que hubieran aportado dinero para su construcción. Quizás la cooperativa más famosa que impulsó fue la Coopérative des bijoutiers (Cooperativa de los joyeros) en Doré. Fourier pretendía convencer a los capitalistas para que proporcionaran los recursos necesarios para la construcción de falansterios, pero ninguno de ellos aceptó su propuesta.

La Falange y el falansterio tendrían las siguientes características:
Diccionario Enciclopédico Hispano-Americano. «Fourierismo». «lugar de los vastos centros que absorben las poblaciones, las aldeas, los caseríos, arrojados al azar en el mapa, mal catastrados, mal trazados sus límites, tan incoherentes en su distribución general como en su organización particular, la humanidad debe estar agrupada por comunidades, regulares por el número de sus habitantes, por su orden interior y por las condiciones de equilibrio en relación con otras comunidades, obedeciendo todas a leyes análogas. En el orden combinado o societario estas comunidades reciben el nombre de falange, palabra que significa una idea de conjunto, de unidad, de voluntad y de objeto. La falange debe estar compuesta de 400 familias (1.600 o 1.800 individuos, con arreglo a la densidad de las familias de 4,5). Las bases de esta asociación son: 1º Todos los habitantes de la comunidad, ricos y pobres, formarán parte de la asociación; el capital social lo constituirán los inmuebles de todos y los muebles y capitales aportados por cada uno a la sociedad. 2º Cada asociado a cambio de lo que aporte, recibirá acciones que representen el valor exacto de lo que haya entregado. 3º Toda acción tendrá hipoteca sobre la parte de los inmuebles que represente y sobre la propiedad general de la sociedad. 4º Todo asociado (se es asociado aun cuando no se posean acciones ni capital alguno) debe concurrir a la explotación del bien común, con su trabajo y con su talento. 5º Las mujeres y los niños entran en la sociedad con el mismo título que los hombres. 6º El beneficio anual, después de satisfechos los gastos comunes, será repartido proporcionalmente según las tres facultades productivas: capital, trabajo y talento. Los fourieristas suponen que esta organización producirá importantísimas y fecundas consecuencias, pues, por ejemplo, las 400 familias reunidas hallarían una gran ventaja en sustituir sus 400 hogares, que emplean a 400 mujeres, por una buena cocina dirigida por unas cuantas personas hábiles en el arte de cocinar; sus 400 graneros por uno bueno; sus 400 bodegas por una amplia y magnífica, &c., &c. La falange, o sea la reunión de 400 casitas, vendría con el tiempo a reunirse en un solo edificio; con 400 departamentos con dependencias comunes y particulares, y este gran edificio unitario recibirá el nombre de falansterio».
En esta forma, Fourier anticipa las propuestas posteriores del socialismo libertario en el edificar comunas de asociación voluntaria como base del sistema político que remplazaría al estado y al capitalismo. Así pues la propuesta del falansterio anticipa a posteriores como las de consejo obrero la comuna autónoma o el principio federativo usados por corrientes políticas posteriores.

## Obras principales
- Théorie des quatre movements (Teoría de los cuatro movimientos) (1808), Fourier divide toda la historia anterior en cuatro fases: salvajismo, barbarie, patriarcado y civilización. Coincidiendo esta última fase con el capitalismo burgués del siglo XIX y cuyo origen remonta Fourier al siglo XVI y de la que llegaría a afirmar que este "orden civilizado eleva a una forma compleja, ambigua, equívoca e hipócrita todos aquellos vicios que la barbarie practicaba en medio de la mayor sencillez". También afirma en esa obra que "En la civilización, la pobreza brota de la misma abundancia".
- Traité de l'association doméstique-agricole (Tratado de asociación doméstica y agrícola) (1822).
- Le nouveau monde industriel et sociétaire (1829), incluida por la Santa Sede en el Índice de Libros Prohibidos en 1835.[21]
- Random anniversaire" (1833).
- La fausse industrie (1835-1836).
- Las trompetas de Burón (1837-2002)
- Existe además una obra que no llegó a llevar a la imprenta Le nouveau monde amoureux (aunque editada muy póstumamente, en 1967). En esta se describía un estado de la sociedad en que las pasiones de unos individuos se combinarían con las de los otros, con lo cual dejarían de ser perversiones. En esta sociedad sería abolido el comercio, cáncer de la economía y causa del despilfarro y el parasitismo. El consumo se reduciría espontáneamente a lo esencial; la industria se reorientaría; el trabajo se organizaría en pequeñas comunidades y se distribuiría sobre la base de las aptitudes y deseos individuales.

## Impacto intelectual y social delfourierismo
Las ideas de Fourier tuvieron influencia en las revueltas populares conocidas como Revoluciones de 1848 a través de seguidores como Victor Considerant. En Estados Unidos en esa época se fundaron varias comunidades intencionales por seguidores usualmente inmigrantes europeos. Así pues tenemos a Utopia en Ohio, La Reunión en Texas, y La Falange Norteamericana en Nueva Jersey.
En la mitad del siglo XX, las ideas de Fourier interesaron a varios intelectuales socialistas que se encontraban fuera del mainstream marxista. Después de que los surrealistas rompieron con el Partido Comunista Francés, André Breton escribió el poema Ode à Charles Fourier en 1947. En el libro clásico de freudomarxismo de Herbert Marcuse de la década de los cincuenta Eros y civilización se menciona a Fourier como representante importante de una tradición utopista hedonista. 
El 1967 Herbert Marcuse en la conferencia titulada Das Ende der Utopie Manifestaba lo siguiente: "No es por accidente que el trabajo de Fourier se está convirtiendo en tópico otra vez dentro de la intelligentsia avant-garde de izquierdas. Como Marx y Engels aceptaron, Fourier fue el único que hizo clara la diferencia cualitativa entre la sociedad libre y no libre. Y esto no lo hizo retroceder, como Marx en cambio todavía lo hacía, en el hablar en una sociedad posible en la cual el trabajo se convierte en juego, una sociedad en la cual hasta el trabajo socialmente necesario puede ser organizado en armonía con las necesidades liberadas genuinas del hombre."
En 1969 la Internacional Situacionista citaba y adaptaba el escrito de Fourier Avis aux civilisés relativement à la prochaine métamorphose sociale en su texto Avis aux civilisés relativement à l'autogestion généralisée.
Más recientemente Fourier ha influenciado los escritos de intelectuales anarquistas como Hakim Bey, Paul Goodman y Bob Black.

### Obras
- Fourier, Charles (2021). El falansterio. ICG Marge, SL. ISBN 978-84-18532-71-9.
- Fourier, Charles (1974). Teoría de los cuatro movimientos y de los destinos generales. Barral. ISBN 978-84-211-0702-7.
- Fourier, Charles (1989). El Nuevo Mundo Industrial y Societario. Fondo de Cultura Economica. ISBN 978-968-16-3091-1.
- Fourier, Charles (1972). El Nuevo Mundo Amoroso. Galache S.A.
- Fourier, Charles (2008). Valor educativo de la ópera y la cocina. Ediciones Trea, S.L. ISBN 978-84-9704-355-7.
- Fourier, Francois Marie Charles (1975). El nuevo mundo industrial y societario. Partido Revolucionario Institucional.
- Fourier, Charles (1973). La armonía pasional del nuevo mundo. Taurus. ISBN 978-84-306-1097-6.
- Fourier, Charles (1974). El extravío de la razón: demostrado por las ridiculeces de las ciencias inciertas. Grijalbo. ISBN 978-84-253-0389-0.
- Fourier, Charles (1978). Jerarquía de cornudos. Premià Editora. ISBN 978-968-434-011-4.
- Fourier, Charles (2016). ¿Cómo educar para la libertad y la felicidad?. Errata Naturae Editores. ISBN 978-84-16544-14-1.
- Fourier, Charles (2005). Elogio de la poligamia. Abraxas. ISBN 978-84-96196-65-0.
- Fourier, Charles (1973). Crítica de la civilización y de las ideologías. Rodolfo Alonso Editor.